# Jonah Lomu
Jonah Tali Lomu (ur. 12 maja 1975 w Auckland, zm. 18 listopada 2015 tamże) – nowozelandzki rugbysta, skrzydłowy, reprezentant kraju.
Dla reprezentacji Nowej Zelandii w rugby, w której debiutował jako 19-latek (najmłodszy gracz w historii) w latach 1994-2003 rozegrał 63 spotkania i zdobył 215 punktów, wszystkie przez przyłożenia.
Uczestnik Pucharu Świata w RPA w 1995 i Pucharu Świata w Walii w 1999 roku.
W 2003 roku z powodu postępującej nerczycy jego kariera uległa załamaniu, a sam zawodnik zmuszony został w 2004 roku do poddania się transplantacji nerki. Zabieg zakończył się pełnym sukcesem, a Lomu po rekonwalescencji wrócił do czynnego uprawiania rugby.
Jeden z najlepszych graczy reprezentacji Nowej Zelandii w rugby w historii. Jako legenda All Blacks stał się właściwie pierwszą globalną gwiazdą rugby i najbardziej rozpoznawalną postacią tej dyscypliny sportu. W 2007 został wpisany do International Rugby Hall of Fame. Natomiast na gali IRB Awards 24 października 2011 r. został wprowadzony do IRB Hall of Fame.
Jego podobizna znajduje się w Muzeum Figur Woskowych Madame Tussaud w Londynie.
Od 2011 roku cierpiał na niewydolność nerek.